# Rościsław Rabczuk
Rościsław Rabczuk (ur. 12 października 1929 w Brześci nad Bugiem, w województwie poleskim, w powiecie brzeskim) – polski matematyk, emerytowany nauczyciel akademicki.

## Życiorys
Rościsław Rabczuk jest synem Nestora i Stefanii. Jego życie i działalność są głównie związane z Wrocławiem w Polsce i Oranem w Algierii.

### Aktywność zawodowa
Studiował matematykę na Wydziale Matematyki, Fizyki i Chemii UWr. Dyplom magistra matematyki uzyskał w 1954 r. W latach 1955–1958 był uczestnikiem studiów doktoranckich. Doktorat obronił w 1959 roku na Wydziale Matematyki, Fizyki i Chemii Uniwersytetu Wrocławskiego na podstawie rozprawy Analogon metody S. Czapłygina dla równań różnicowych. Jego promotorem był Mieczysław Warmus. Prowadził prace badawcze z zakresu równań różniczkowych.
Pracę jako zastępca asystenta w Katedrze Matematyki na Wydziale Mechanicznym Politechniki Wrocławskiej rozpoczął w 1952 r., następnie był asystentem, i starszym asystentem. Od 1959 r., po uzyskaniu stopnia doktora był adiunktem. W latach 1958–1961 był adiunktem w Katedrze Matematyki w WSP w Opolu, a w okresie 1959-64 adiunktem w Zespolonej Katedrze Matematyki PWr. W okresie 1962-64 pełnił funkcję prodziekana Wydziału Inżynierii Sanitarnej PWr, w latach 1964–1970 był profesorem kontraktowym i dyrektorem departamentu matematyki na Wydziale Nauk Ścisłych Uniwersytetu Orańskiego w Algierii.
W okresie 1971-81 był adiunktem w Instytucie Matematyki i Fizyki Teoretycznej PWr, a także: w latach 1972–1975 pełnomocnikiem rektora PWr ds. opieki nad studentami obcokrajowcami, 1975-81 prodziekanem Wydziału Informatyki i Zarządzania PWr. Ponownie w latach 1981–1987 profesorem kontraktowym na Uniwersytecie Nauk Ścisłych i Technologii w Oranie, a po powrocie do Polski w 1987 r. adiunktem w Instytucie Matematyki PWr do przejścia na emeryturę w 1991 r.
Jest autorem kilku prac naukowych, artykułów popularnonaukowych z różnych dziedzin matematyki oraz monografii matematycznej.

### Działalność społeczna
W latach 1950–1954 był aktywnym działaczem Zrzeszenia Studentów Polskich (ZSP). Od zatrudnienia w 1952 włączył się w działalność Związku Nauczycieli Polskich (ZNP), od 1960 Polskiego Towarzystwa Matematycznego (PTM). W PTM pełnił funkcję prezesa Oddziału Wrocławskiego w latach 1994–1997. Od 1991 był zastępcą dyrektora Centrum Steinhausa. Był pomysłodawcą i organizatorem ogólnopolskiego Konkursu Gier Matematycznych i Logicznych, przenosząc swoje doświadczenia z pracy na Uniwersytecie Orańskim, gdy brał udział w założeniu Komitetu Międzynarodowego Gier Matematycznych w Paryżu, którego jest członkiem. Działał też w Stowarzyszeniu Polaków Poszkodowanych przez III Rzeszę.

### Zainteresowania
Jego hobby to: aforystyka, popularyzacja matematyki, zagadki i łamigłówki matematyczno-logiczne.

## Odznaczenia i nagrody
Otrzymał Krzyż Kawalerski OOP (1996), Złoty Krzyż Zasługi (1974), Medal 1000-lecia Państwa Polskiego (1964), oraz Odznakę Honorową ZSP (1962).
Otrzymał prestiżową nagrodę im. Samuela Dicksteina za działalność w zakresie popularyzacji matematyki w 2012 r.